# 科莫歧鬚鮠
科莫歧鬚鮠，為輻鰭魚綱鯰形目倒立鯰科的其中一種，為熱帶淡水魚，分布於非洲象牙海岸淡水流域，體長可達22公分，棲息在底中層水域，生活習性不明。